# 瀘縣宋墓群
瀘縣宋墓群位於四川省瀘州市瀘縣青龍鎮、喻寺鎮、龍腦橋鎮、奇峰鎮、兆雅鎮。属国家级文物保护单位的有菩桥墓群、长岭埂宋墓群、罗盘嘴墓群，属省級文物保護單位的有岩灣墓群、河壩頭宋墓群、沙嘴宋墓群。
墓葬分布在瀘縣24個鄉鎮內，多達100餘座。其中，青龍鎮菩橋、喻寺鎮長嶺埂兩處較為集中。菩橋宋墓群位於青龍鎮金寶村一社菩橋的小山堡上，坐西朝東，總面積約3萬平方米。長嶺埂宋墓群位於喻寺鎮南坳村一社長嶺埂背靠薄刀嶺小山上，總面積約2.25萬平方米。
2002年12月27日公佈為四川省第六批省級文物保護單位。2006年5月25日菩橋墓群及長嶺埂宋墓群列為第六批全國重點文物保護單位。2013年3月5日羅盤嘴墓群列為第七批全國重點文物保護單位。